# Cucullia opacographa
Cucullia opacographa là một loài bướm đêm trong họ Noctuidae.